# Jiayu
Der Kreis Jiayu (chinesisch 嘉鱼县, Pinyin Jiāyú Xiàn) ist ein Kreis, der zum Verwaltungsgebiet der bezirksfreien chinesischen Stadt Xianning in der Provinz Hubei gehört. Der Kreis hat eine Fläche von 1.018 km² und zählt 319.800 Einwohner (Stand: Ende 2019).

## Administrative Gliederung
Auf Gemeindeebene setzt sich der Kreis aus acht Großgemeinden zusammen. 